# Brainerd International Raceway
O Brainerd International Raceway é um autódromo localizado em Brainerd, Minnesota, nos Estados Unidos com um circuito misto de 4,989 km, uma pista de arrancada de 400 m e um kartódromo.

## História
O circuito foi inaugurado em 1968 como Donnybrooke Speedway com uma etapa da NHRA, recebeu duas corridas da Formula Indy da USAC em 1969, em 1973 mudou para o nome atual, durante a década de 1970 recebeu corridas da CanAm, em 2005 [Tony Schumacher]] quebrou o recorde de velocidade na NHRA de 543.28 km/h